# Arrondissement de Bremerlehe
L'arrondissement de Bremerlehe est une ancienne subdivision administrative française du département des Bouches-du-Weser créée en 1811 et supprimée en 1814.

## Historique
L'arrondissement est créé par un décret du 4 juillet 1811 organisant les départements anséatiques.
Les sous-préfets en sont M. Gruben à partir du 5 septembre 1811 et M. Busscher van Outrive à partir du 29 août 1813.
L'ensemble des unités administratives françaises anséatiques est officiellement supprimé par le traité de Paris en mai 1814.
L'arrondissement correspond au sud de l'actuel arrondissement de Cuxhaven et à l'ouest de celui d'Osterholz, en Basse-Saxe, ainsi qu'à l'exclave de Bremerhaven du Land de Brême.

## Composition
L'arrondissement comprenait les cantons de Beverstedt, Bremerlehe, Dorum, Hagen, Osterholz et Vegesack.